# Camden (Arkansas)
Camden – miasto w Stanach Zjednoczonych, w stanie Arkansas, siedziba administracyjna hrabstwie Ouachita.

## Demografia
Według spisu w 2020 roku liczy 10 612 mieszkańców. W roku 2023 liczba mieszkańców spadła do 10 165 osób, a gęstość zaludnienia do 236,2 osoby/km².